# Villa Pessina
A Villa Pessina é uma mansão histórica localizada nas margens do lago de Como em Tremezzo na Itália.

## História
A mansão foi construída nos anos 1920 para a família Pessina. Não há informações certas sobre a identidade dos projetistas, mas a semelhança estilística com a mais famosa Villa La Gaeta, obra dos irmãos Gino e Adolfo Coppedè, alimentou ao longo do tempo críticas de plágio, talvez até mesmo resultando em processos legais, embora não haja informações precisas a respeito. É certo, no entanto, que o edifício foi construído pela mesma empresa de construção da Villa La Gaeta.

## Descrição
O edifício apresenta um estilo eclético que combina elementos neogóticos e medievais com características do estilo Liberty. Pedra clara, tijolo e madeira são utilizados no revestimento e na decoração das fachadas. Uma grande torre com janelas geminadas culminando em uma lógia caracteriza a fachada voltada para o lago.

## Galeria

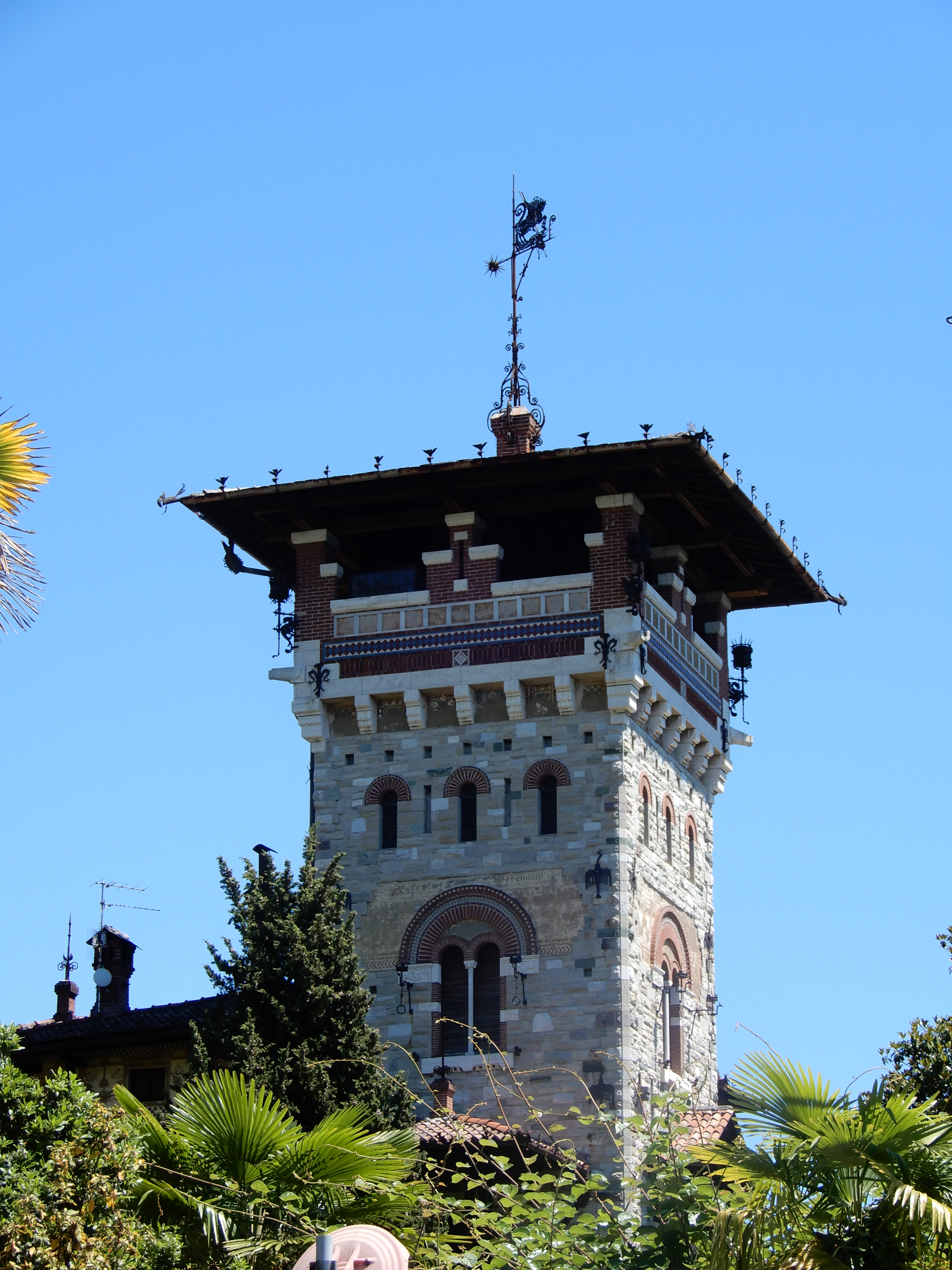
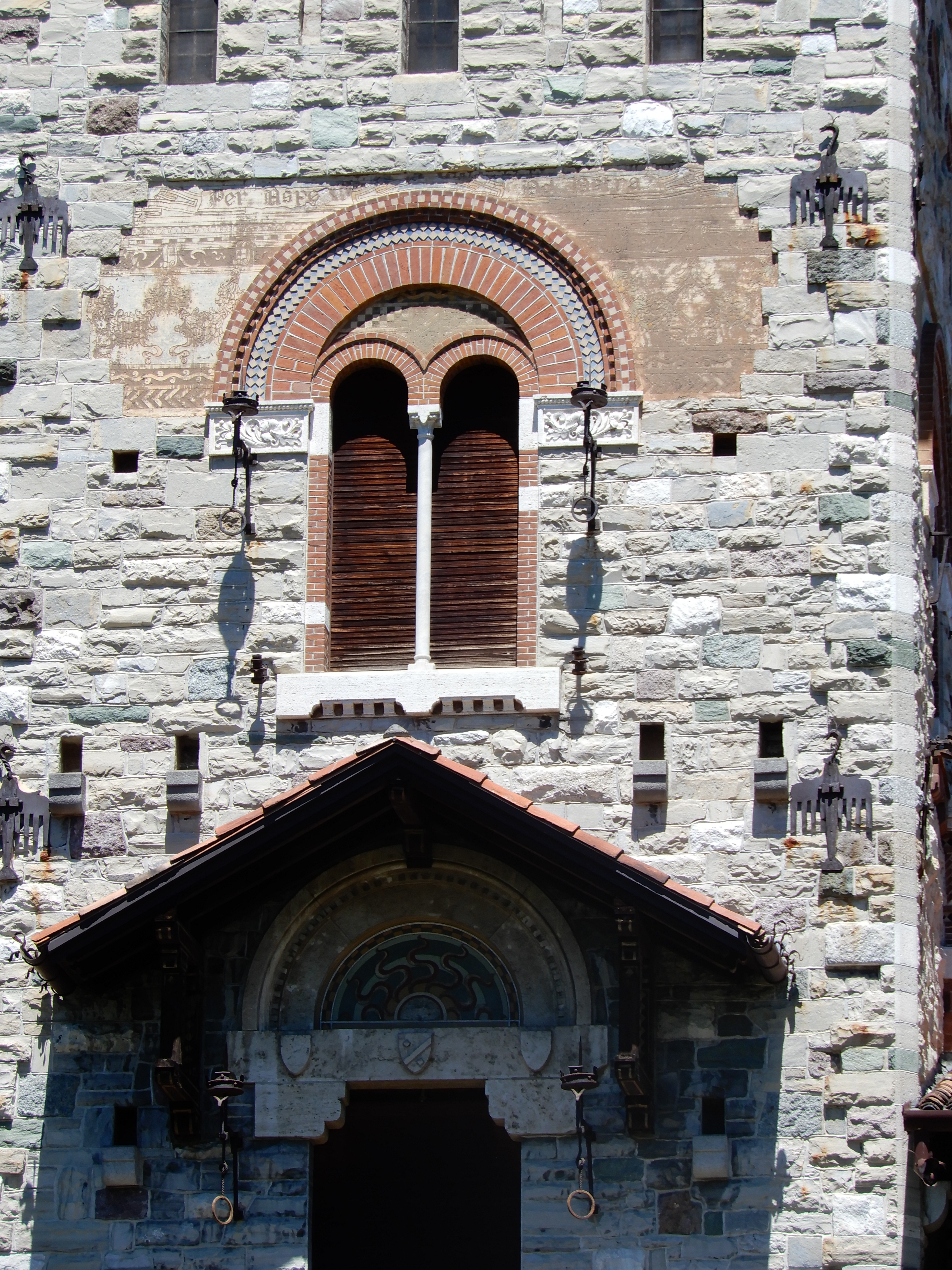
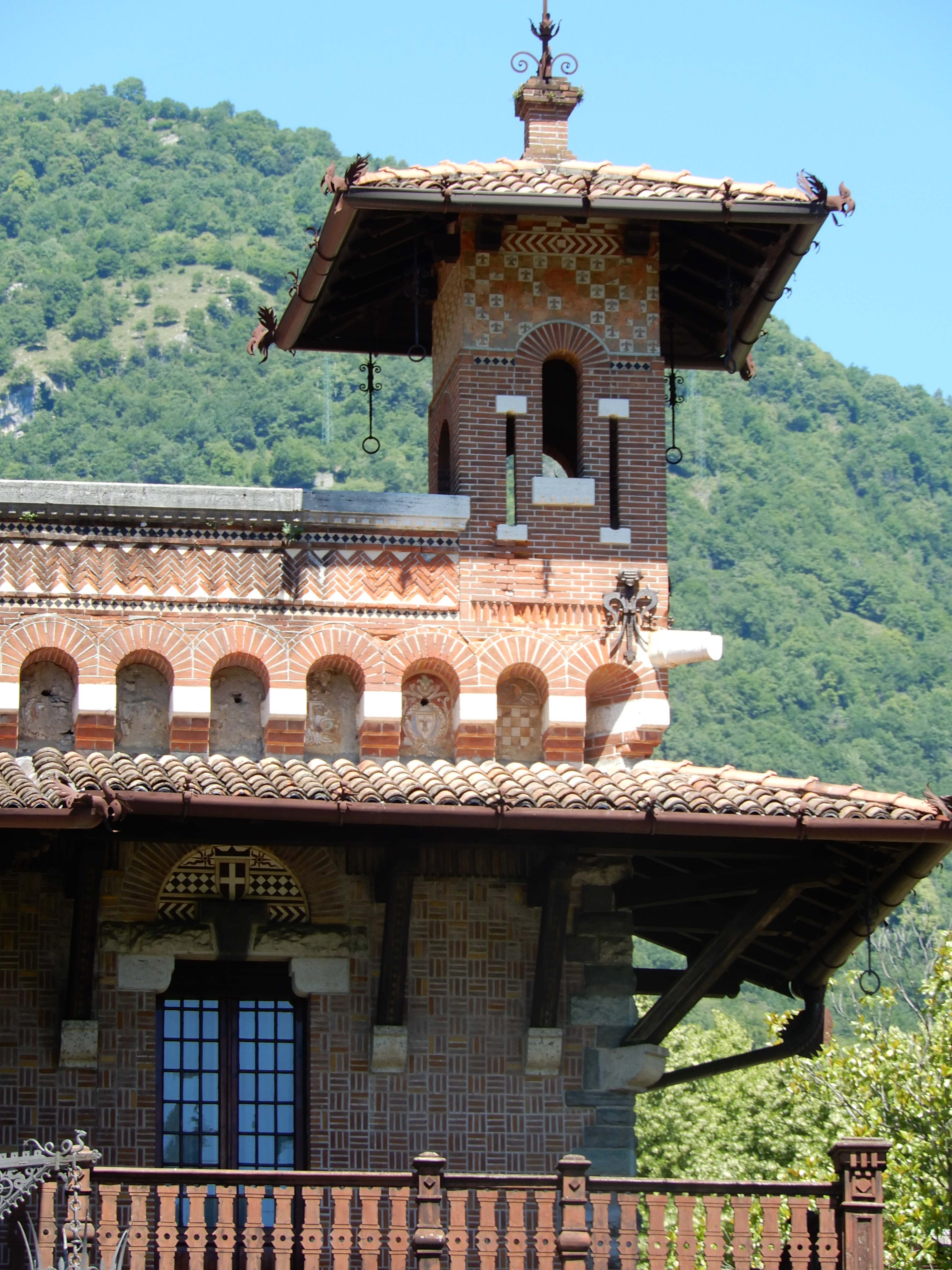